# Михайлова, Ольга Ильинична
Ольга Ильинична Михайлова (род. 7 февраля 1967) — советская и российская баскетболистка, тренер.
Окончила РГАФК (1990).
С 1986 года — игрок московского «Динамо». Чемпион России 1998 года.
С 2013 года — тренер в СШОР №49 «Тринта» имени Ю.Я. Равинского (г. Москва).